# Мартин Лутер Кинг
Мартин Лутер Кинг Млађи (енгл. Martin Luther King, Jr.; Атланта, 15. јануар 1929 — Мемфис, 4. април 1968) био је амерички баптистички свештеник, активиста и политички филозоф који је био један од најистакнутијих лидера у покрету за грађанска права од 1955. до његовог убиства 1968. Кинг је унапредио грађанска права за црне људе у Сједињеним Државама коришћењем ненасилног отпора и ненасилне грађанске непослушности против закона Џима Кроуа и других облика легализоване дискриминације.
Црни црквени вођа, Кинг је учествовао и водио маршеве за право гласа, десегрегацију, радничка права и друга грађанска права. Надгледао је бојкот аутобуса у Монтгомерију 1955. и касније постао први председник Конференције јужног хришћанског руководства (SCLC). Као председник SCLC-а, предводио је неуспешни Албани покрет у Албанију, Џорџија, и помогао је у организацији неких од ненасилних протеста 1963. у Бирмингему, Алабама. Кинг је био један од вођа Марша на Вашингтон 1963. године, где је одржао свој говор „Имам сан“ на степеницама Линколновог меморијала, и помогао у организацији два од три марша Селме до Монтгомерија током Селминог покрета за гласачка права 1965. Покрет за грађанска права је постигао кључне законодавне резултате у Закону о грађанским правима из 1964., Закону о гласачким правима из 1965. и Закону о праведном становању из 1968. Било је неколико драматичних сукоба са сегрегационим властима, које су често реаговале насилно.
Кинг је више пута био у затвору. Директор Федералног истражног бироа (ФБИ) Ј. Едгар Хувер сматрао је Кинга радикалом и учинио га предметом ФБИ-јевог COINTELPRO-а од 1963. надаље. Агенти ФБИ-а су га истраживали због могућих комунистичких веза, шпијунирали његов лични живот и тајно га снимали. Године 1964. ФБИ је Кингу послао претеће анонимно писмо, које је он протумачио као покушај да га натера да изврши самоубиство. Кинг је 14. октобра 1964. добио Нобелову награду за мир за борбу против расне неједнакости ненасилним отпором. У својим последњим годинама, проширио је свој фокус на противљење сиромаштву и Вијетнамском рату.
Године 1968, Кинг је планирао националну окупацију Вашингтона, ДЦ, која ће се назвати Кампања сиромашних људи, када је убијен 4. априла у Мемфису у Тенесију. Џејмс Ерл Реј, бегунац из затвора у држави Мисури, осуђен је за атентат, иако породица Кинг верује да је он био жртвени јарац. Након што је 1999. године у пресуди о кривичној тужби за смрт именоване неодређене „владине агенције“ међу саучесницима, истрага Министарства правде није пронашла никакве доказе о завери. Атентат остаје предмет теорија завере. Након Кингове смрти уследила је национална жалост, као и бес који је довео до нереда у многим градовима САД. Кинг је постхумно награђен Председничком медаљом слободе 1977. и Конгресном златном медаљом 2003. Дан Мартина Лутера Кинга млађег установљен је као празник у градовима и државама широм Сједињених Држава почев од 1971. године; савезни празник је први пут обележен 1986. Меморијал Мартина Лутера Кинга млађег у Националном тржном центру у Вашингтону, посвећен је 2011. године.

## Биографија

### Младост и школовање
Мартин Лутер Кинг је рођен као средње дете у свештеничкој породици. Његови родитељи, истоимени отац Мартин Лутер Кинг и мајка Алберта Вилијамс Кинг су имали троје деце, најстарију Вили Кристину Кинг, Мартина Лутера Кинг и најмлађег сина Алфреда Даниела Вилијамса Кинга. Кинг је Ирско порекло по свом прадеди.
Мартин Лутер Кинг је растао поред цркве и учествовао у активностима поред цркве. Са 10 година је са црквеним хором у Атланти 1939. године наступио на премијери филма „Прохујало с вихором“. Још као дете, размишљао је о хришћанству и ономе што оно проповеда. Његова скептичност коју је у почетку имао према многим хришћанским тврдњама се огледа и у томе што је као тринаестогодишњак у Недељној школи порицао телесно васкрсење Исуса Христа. Међутим, временом је закључио да Библија садржи „многе дубоке истине од којих се не може побећи“ и одлучио да се упише на богословију.
Одрастајући у Атланти, Кинг је похађао средњу школу „Букер Т. Вашингтон“ (енгл. Booker T. Washington High School). Прескочивши прву и четврту годину, превремено је уписао Морхаус Колеџ (енгл. Morehouse College) са петнаест година, а да није формално ни завршио средњу школу. Године 1948. је на Морхаусу дипломирао из социологије, да би се одмах уписао на Крозер Теолошку Богословију у Честеру, у Пенсилванији, где је након три године дипломирао из богословља.
Дана 18. јуна 1953. Кинг се оженио Коретом Скот у кући њених родитеља у њеном родном граду Хејбергеру (Heiberger) у Алабами. Њих двоје су имали четворо деце - Јоланду, Мартина Лутера III, Декстера Скота и Бернису. Након тога је започео своје докторске студије из систематичне теологије на Универзитету у Бостону, да би 5. јуна 1955. докторирао филозофију са дисертацијом „Упоређивање концепције Бога у размишљањима Паула Тилича и Хенри Нелсона Вимана" ("A Comparison of the Conceptions of God in the Thinking of Paul Tillich and Henry Nelson Wieman"). Осамдесетих година 20. века, између двадесет и тридесет година након његовог докторирања, истрага је утврдила да су делови његове дисертације плагирани и да се Кинг понашао непрописно, али да његова дисертација и даље „даје интелигентан допринос науци“.

### Каснији живот
Кинг 1955. године започиње промоцију на пољу систематичне теологије. Исте године је предводио протестне акције у оквиру Бојкота аутобуса Монтгомерија подстичући људе да акције остану ненасилне. Следеће године бива ухапшен, јер је возио 30 mi (48 km) на сат у зони где је дозвољено возити 25 mi (40 km) на сат. Те године је 30. јануара извршен и бомбашки атентат на његову кућу. Две године касније, 1958. године, изашла је његова прва књига „Корачати према слободи“ ("Stride Toward Freedom"), у којој је он описао своја сећања на овај бојкот.

#### Јужноисточна хришћанска конференција о вођству
Кинг је 1957. године номинован за првог председника Јужноисточне хришћанске конференције о вођству (Southern Christian Leadership Conference), организовану од стране афроамеричких свештеника. Током ове године, за коју су демонстрације биле типичне, Кинг је пропутовао 780 хиљада миља и одржао 208 говора.

#### Утицај Махатме Гандија
Кинг је посетио Индију 1959. године. Његово дивљење Махатма Гандију довело је до тога да је он његове методе успешно применио у борби Покрета за грађанску равноправност. И наредних година је радио на борби за грађанска права. Године 1962. се сусрео са председником Џоном Ф. Кенедијем, а 1963. је водио протесте против расне поделе у робним кућама и других начина дискриминације. У априлу 1963. године је био ухапшен, након што је, упркос судској забрани, учествовао у демонстрацијама. У затвору је написао познато „Писмо из Бирмингам затвора“ ("Letter From Birmingham Jail"), које је постало класични документ покрета за грађанска права.

#### Марш на Вашингтон
Такозвани Марш на Вашингтон је одржан 28. августа 1963. на Линколн Меморијалу, када се окупило 250 хиљада људи испред којих је Кинг одржао познати говор „Ја имам сан“ ("I have a dream"). 1963. године Кинг бива проглашен „Човеком године“ од стране Тајм Магазина (Time Magazin).

#### Нобелова награда
Под именом „Зашто не можемо да чекамо“ ("Why We Can't Wait") Кинга је 1964. године објавио своју другу књигу, да би исте године посетио председника западног Берлина, Вилија Бранта, као и Папу Павла VI 14. октобра 1964, са својих тридесет пет година, постао до тада најмлађи носилац Нобелове награде свих времена.

#### Марш од Селме до Монтгомерија
Кинг се следеће године успешно регистровао као учесник на изборима у Селми, у Алабами. Међутим, у фебруару Кинг поново доспева у затвор, након што је демонстрирао против дискриминације црнаца при регистровању на учешће у изборима. Успео је да се сусретне са председником Линдоном Б. Џонсоном и другим важним личностима и с њима разговара и о изборном праву за црнце. Заједно са 3.200 људи Кинг је учествовао је у маршу од Селме до Монтгомерија.

### Атентат и крај живота
Мартин Лутер Кинг је убијен у Тенесију, у Мемфису, 4. априла 1968. године, након што је на њега Џејмс Ерл Реј извршио атентат. Кингов рођендан се први пут слави као национални празник 20. јануара 1968. године.

## Идеје, утицаји, и политички ставови

### Религија
Кинг је постао пастор баптистичке цркве  у Монтгомерију у Алабами, у својој двадесет петој години, 1954. године.
Као хришћанском свештенику, његов главни утицај је био Исус и хришћанска јеванђеља, која је готово увек цитирао у својим верским скуповима, црквеним говорима, и јавним расправама. Кингова вера је била снажно утемељена на Исусовим заповестима: воли ближњега свога као самог себе, воли Бога изнад свега, и воли своје непријатеље, моли за њих и благослови их. Његов ненасилни приступ је такође био базиран на изреци окрени други образ из Беседе о гори, и Исусовом учењу о стављању мача назад на његово место (Matthew 26:52). У свом чувеном писму из Бирмингемског затвора, Кинг је позвао на акцију у складу са оним што он описује као Исусова „екстремна“ љубав, и такође је цитирао бројне друге хришћанске пацифистичке ауторе, што је било веома неуобичајено за њега. У другој проповеди, он је изјавио:
"Пре него што сам био вођа за грађанских права, био сам проповедник Еванђеља. То је био мој први позив и даље остаје моје највеће предање. Знате, заправо све шта ја радим у грађанским правима, ја радим јер сматрам да је то део моје надлежности. Немам других амбиција у животу него да постигнем изврсност у хришћанском свештенству. Не планирам да се кандидујем за било коју политичку функцију. Не планирам да радим ништа друго, него да и даље будем свештеник. А оно што ја радим у овој борби, као и многи други, произилази из мог осећаја да се свештеник мора бринути о целокупном човеку."— Кинг, 1967.
У свом говору „Био сам на планинском врху“, он је изјавио да он само жели да следи Божју вољу.

### Ненасиље
Ветеран борбе за грађанска права Афроамериканаца, активиста Бејард Растин је био Кингов први регуларни саветник по питању ненасиља. Кингови саветници су такође били бели активисти Харис Вофорд и Глен Смајли. Растин и Смајли потичу из хришћанске пацифистичке традиције, а Вофорд и Растин су студирали Гандијева учења. Растин је применио ненасиље у кампањи путовања помирења током 1940-их, а Вофорд је промовисао гандизам код јужних црнаца од почетка 1950-их. Кинг је иницијалном мало знао о Гандију и ретко је користио термин „ненасиље“ током својих раних година активизма почетком 1950-их. Кинг је иницијално веровао у, и упражњавао самоодбрану, чак је добавио оружје за своје домаћинство као средство одбране од могућих нападача. Пацифисти су саветовали Кинга указујући му на алтернативе ненасилног отпора, тврдећи да би то било боље средство да оствари своје циљеве грађанских права него самоодбрана.
У раздобљу након бојкота, Кинг је написао Корачање према слободи, које садржи поглавље Ходочашће у ненасиље. Кинг је изложио његово разумевање ненасиља, који настоји да освоји противника у пријатељство, уместо да га понизи или победи. Поглавље произилази из утицаја Вофорда, и смерница које су Растин и Стенли Левисон пружили, као и њиховог непосредног доприноса тексту.
Инспирисан успехом Гандијевог ненасилног активизма, Кинг је „дуго времена ... желео да оде на путовање по Индији“. Уз помоћ Хариса Вофорда, Америчког одбора пријатељских услуга, и других поборника, он је био у могућности да финансира путовање априла 1959. Пут у Индију је утицао на Кинга, продубљујући његово разумевање ненасилног отпора и његову посвећеност америчкој борби за грађанска права. У радио обраћању направљеном током његове задње вечери у Индији, Кинг је изјавио, „Од када сам у Индији, ја сам уверенији него икад раније да је метода ненасилног отпора најпотентније оружје доступно потлаченим људима у њиховој борби за правду и људско достојанство“.

## Имам сан
Најпознатији говор Мартина Лутера Кинга, одржан 28. августа 1963. године, у оквиру Марша на Вашингтон за послове и слободу, који представља једно од највећих окупљања људи у америчкој историји.
... Мој сан је да на црвенкастим пропланцима Џорџије, једног дана за столом братски седе синови некадашњих робова и синови некадашњих робовласника. Мој сан је да Мисисипи, држава која гори од неправде, једног дана постане оаза слободе и правде. Мој сан је да моје четворо деце (Јоланда, Бани, Декстер Скот, Мартин III) једног дана живе у земљи где ће људи о њима судити не на основу боје коже, већ на основу њиховог карактера... Истину по којој смо сви створени једнаки, не треба доказивати... Имам још један сан. Он је дубоко укорењен у америчком сну. Сањам да ће ова нација једнога дана устати како би уживала у снази својих чланова. Имам сан...

## Дела
- 1955
- Stride Toward Freedom: The Montgomery Story. 1957 (deutsch: „Schritte zur Freiheit: Die Montgomery Story“). Englischer Reprint (Taschenbuch)
- The Trumpet of Conscience (1967). Deutsche Übersetzung: Aufruf zum zivilen Ungehorsam.. Econ, 1. izdanje. 1969 (. 1993.  978-3-612-26036-9.)
- Aufruf zum zivilen Ungehorsam. Econ-Verlag, Düsseldorf. 1993.  978-3-612-26036-9.
- Freiheit. Von der Praxis des gewaltlosen Widerstandes. Brockhaus, Wuppertal. 1982.  978-3-417-20332-5.
- Frieden ist kein Geschenk. Von der Kraft der Gewaltlosigkeit. Herder, Wien. 1984.  978-3-210-24776-2.
- Ich habe einen Traum. Texte und Reden. Kiefel Verlag, Gütersloh. 1996.  978-3-7811-5777-4.
- Ich habe einen Traum. Patmos-Verlag, Düsseldorf. 2003.  978-3-491-45025-7.
- Mein Traum vom Ende des Hassens. Texte für Heute. Herder, Freiburg/B. 1994.  978-3-451-04318-5.
- Schöpferischer Widerstand. Mohn, Gütersloh. 1985.  978-3-579-00576-8.
- . 1989.  978-3-579-05079-9.
- Ein Traum lebt weiter. Mohn, Gütersloh }-. 1986.  978-3-451-08285-6.
- Wohin führt unser Weg. Chaos oder Gemeinschaft. Fischer, Frankfurt/M. 1969